# Chiesa dei Domenicani (Leopoli)
La Chiesa e monastero dei Domenicani (in ucraino Домініканський костел і монастир?), o conosciuta anche come Chiesa domenicana, è una chiesa situata nel centro storico della città di Leopoli nell'Ucraina occidentale.

## Storia

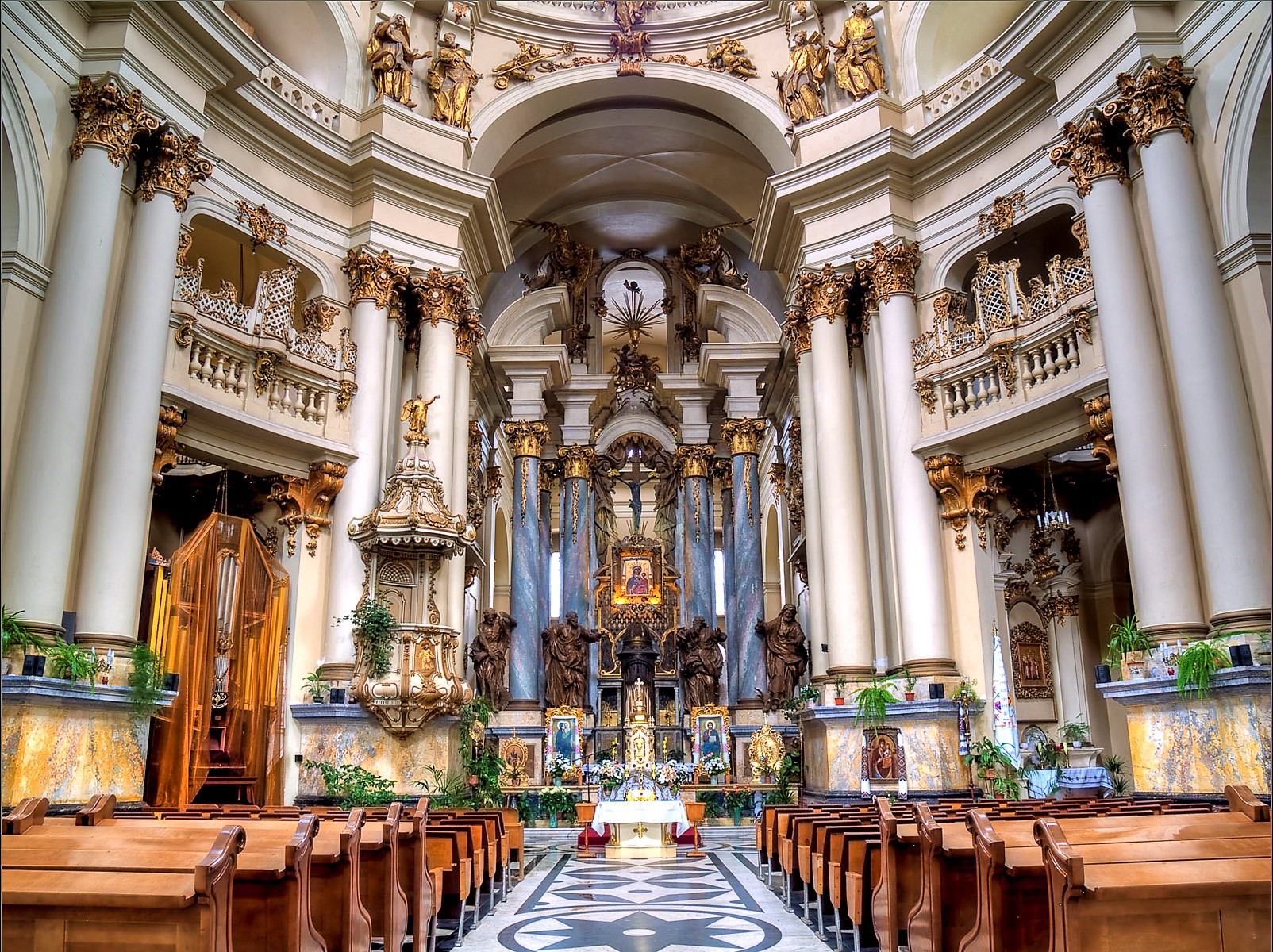
Interno della chiesa

I Domenicani arrivarono per la prima volta a Leopoli nel XIII secolo. La prima chiesa in legno venne commissionata dalla moglie del principe Leone I di Galizia insieme al complesso del castello. La chiesa fu bruciata durante una guerra nel 1340. Una nuova chiesa su stile gotico fu costruita nel sito attuale nel 1378 e successivamente ricostruita insieme agli edifici monastici dopo un incendio nel 1407. Nel XVI secolo il complesso fu distrutto da diversi incendi. Dopo che la chiesa iniziò a dare segni di degrado nel XVIII secolo, si decise di sostituire l'edificio con una nuova chiesa.
La nuova chiesa, che si trova nel centro storico della città a est della piazza del mercato, fu realizzata su progetto dell'architetto polacco Giovanni Witte tra il 1744 e il 1765. Costruita in stile barocco, in origine ospitò la diocesi della chiesa cattolica romana del Corpus Domini, per poi essere utilizzata dalla diocesi della chiesa greco-cattolica della Santa Eucaristia.
Dopo la seconda guerra mondiale, il complesso fu occupato dai sovietici, adibito a magazzino, e negli anni '70 trasformato in museo della religione e dell'ateismo. Con il crollo dell'Unione Sovietica la chiesa fu ceduta alla Chiesa greco-cattolica ucraina. Il monastero, tuttavia, non è stato ancora restituito e funge ancora da museo (ribattezzato come Museo di Storia della Religione di Leopoli).